# Left Behind (série de livros)
A série de livros Left Behind (Deixados Para Trás) de Tim LaHaye e Jerry B. Jenkins, é uma obra ficcional, de temática religiosa, que narra os últimos dias na Terra após o arrebatamento da igreja, conforme doutrina desenvolvida no século XIX pelo ministro anglicano John Nelson Darby e sua interpretação sobre os eventos descritos no livro de Apocalipse de João na Bíblia Sagrada. A série de livros vendeu mais de 70 milhões de exemplares e foi publicada em mais de 34 idiomas. Sucesso de vendas, a série é também alvo de pesadas críticas, tanto da parte de cristãos quanto de céticos. A história reúne ficção cristã, ação e suspense com lances de alta tecnologia no thriller. O tema principal é o final dos tempos. Três filmes já foram produzidos sobre a série, e em 2013, foi confirmado mais um spin-off baseado nos livros, com atores bastante conhecidos como Ashley Tisdale, Nicolas Cage e Chad Michael Murray. As filmagens começaram em Abril de 2013 e o filme foi lançado mundialmente em 2014.

## Livros da série

### Deixados Para Trás
Em um instante cataclísmico, milhões de pessoas de todas as partes do mundo desapareceram. Simplesmente sumiram, deixando para trás tudo o que era material: roupas, óculos, lentes de contato, cabelos postiços, aparelhos de surdez, próteses, joias, sapatos e até mesmo marca passos e pinos cirúrgicos.
Milhões de pessoas sumiram. Mas outros milhões ficaram - alguns adultos, porém não crianças, e apenas alguns adolescentes. Todos os bebês, inclusive os que estavam para nascer, desapareceram — alguns durante o parto.
Instalou-se o caos no mundo inteiro. Aviões, trens, ônibus e carros colidiram, navios afundaram, casas incendiaram, sobreviventes acometidos de angústia suicidaram-se. Um congestionamento de transportes e linhas de comunicação, somado ao desaparecimento de inúmeros funcionários, deixou a maioria das pessoas lutando sozinhas para sobreviverem até que a situação começasse a se normalizar.

### Comando Tribulação
Continua o drama dos que foram deixados para trás. Rayford Steele, Buck Williams, Bruce Barnes, e Chloe Steele juntam-se e formam o Comando Tribulação. Sua tarefa é clara, e seu objetivo é tomar posição e enfrentar os inimigos de Deus durante os sete anos mais caóticos da história do planeta. Os desaparecimentos em massa ocorreram há quase dois anos. Rayford, Chloe e Buck, e o jovem pastor Bruce Barnes tornaram-se crentes em Cristo e formaram o grupo “Comando Tribulação”.

### Nicolae - O Anticristo chega ao poder
Aproxima-se o fim do segundo ano dos sete anos da Tribulação, quando a profecia indica que a "ira do Cordeiro" será derramada sobre a terra.
E será que aqueles que não estiverem preparados serão lançados no lago de fogo ardente, enquanto os justos desfrutam das maravilhas que assim foram preparadas para os tais.
Um grande terremoto de proporções intercontinentais surpreende a todos, abrindo crateras na terra e engolindo edificações, veículos e até aviões. Até o Comando Tribulação é atingido com a baixa de alguns de seus integrantes.

### A Colheita - A escolha está feita
À medida que o mundo se precipita em direção aos Juízos das Trombetas e à grande colheita de vidas profetizados nas Escrituras, Rayford Steele e Buck Williams começam a buscar aqueles a quem amam em vários cantos do mundo.
A Colheita é o quarto livro da série que narra o drama das pessoas que foram deixadas para trás por ocasião do Arrebatamento.

### Apoliom - O destruidor está solto
Apoliom, o Destruidor, lidera a praga de gafanhotos demoníacos que tortura os perdidos. A história e a profecia se chocam em Jerusalém. Um grande número de igrejas nos lares havia surgido da noite para o dia, espontaneamente, organizadas por judeus convertidos, que faziam parte das 144.000 testemunhas e assumiram a posição de líderes cristãos. Surgiram dezenas de milhares de igrejas clandestinas nos lares. Os cristãos dependem cada vez mais da internet para comunicar-se secretamente. Gargalhadas ou brincadeiras haviam deixado de fazer parte da vida do Comando Tribulação. O sofrimento era desgastante demais. Eles aguardavam com ansiedade o dia em que Deus enxugaria as lágrimas dos olhos de seu povo, o dia em que não haveria mais guerras...

### Assassinos - Missão Jerusalém - Alvo: o Anticristo
As duas testemunhas diante do Muro das Lamentações, que continuavam a atormentar os incrédulos com pragas e julgamentos, também têm suas vidas ameaçadas, à medida que o "tempo determinado" se aproxima. Enquanto uma horda de 200 milhões de cavaleiros demoníacos elimina um terço da população mundial, o Comando Tribulação se prepara para enfrentar o futuro como um bando de fugitivos. A população do mundo havia diminuído em razão das mortes causadas pelos 200 milhões de cavaleiros. Aqueles que sobreviveram estavam determinados a continuar no pecado. Agora, parecia que as testemunhas estavam usando seus últimos recursos para livrar as almas do Maligno. As duas testemunhas pareciam sentir urgência, suplicando ao povo para que se convertessem antes que fosse tarde demais. Buck surpreendeu-se ao perceber a emoção na voz de Eli, que gritava, quase em lágrimas. Alguns pediam mais pregações; outros escarneciam deles.

### O Possuído - A besta toma posse
Depois da morte das duas testemunhas, o anticristo é assassinado. Está instalado o domínio da besta. A partir de agora, todo o terror vivido por aqueles que foram deixados para trás não será nada, comparado aos feitos desse demônio que comanda a terra em seus últimos dias.
Após ter sido morto com um ferimento mortal na cabeça, o Supremo Comandante da Comunidade Global, e braço direito do governador mundial, encarrega o ministro das artes criativas de fazer uma espécie de escultura de Nicolae, de bronze e ferro, uma réplica de Carpathia com pouco mais de sete metros de altura, para representar o homem mais importante que já existiu.

### A Marca - A besta controla o Mundo
Após as portas terem se escancarado e Nicolae Carpathia ressuscitado diante dos olhos de milhões de pessoas, seu poder torna-se mais perigoso e homogêneo; exceto para o Comando Tribulação e todos os cristãos que lutam contra as forças de Satanás, agora personificado.
Nicolae Carpathia, ressurreto e habitado pelo próprio diabo, o Comando Tribulação enfrenta seu desafio mais perigoso. O tempo e a eternidade parecem pairar suspensos, e o destino da humanidade está em jogo, enquanto são estabelecidos os locais onde a marca da besta vai ser administrada.

### Profanação - o Anticristo apodera-se do Trono
Nicolae Carpathia caminha pela Via Dolorosa e entra de forma triunfal em Jerusalém, à imitação do que Cristo havia feito, e recebendo a adoração de seus seguidores que agora devem portar a sua marca. A profanação do templo e de seus lugares mais sagrados é apenas mais um passo para o Anticristo em seu desejo de ser adorado como um deus. Mas àqueles que receberam a marca da besta tem início o seu julgamento, é o Armagedon que se aproxima.

### O Remanescente - No limiar do Armagedom
É Chegada a hora da vingança do Supremo vingar-se de quem receber a marca. Deus envia o primeiro julgamento das taças sobre todos os que aceitaram a marca, enquanto seu povo escolhido foge para o deserto, à espera do Armagedom.

### Armagedom - A batalha cósmica das Eras
É chegado o momento para o qual todos se prepararam, a Batalha do Armagedom. As armas do mundo todo encaminham-se ao Monte Megido no Vale do Armagedom no crucial momento para o qual todas as eras se convergem. Nicolae Carpathia, o Anticristo, intensifica como nunca a perseguição aos que não aceitaram sua marca e se recusaram a adorá-lo, e muitos são mortos em razão de sua fé. O Comando Tribulação sacrifica tudo nesta última batalha, há apenas algumas horas, senão minutos, antes do Glorioso Aparecimento.

### Glorioso Aparecimento: O fim das Eras
Nada mais falta para que a rebelião seja definitivamente sufocada. Uma única esperança resta àqueles que, num último fôlego, resistem às forças da Comunidade Global e de seu líder maior, Nicolae Carpathia. À frente de um exército numeroso e fortemente armado, sua estratégia magnífica conta com uma ação logística infalível e todo o aparato tecnológico disponível. Ninguém parece fazer frente à sua superioridade. A não ser por um detalhe... O glorioso aparecimento apresenta a batalha final.

## Prequel
São 3 livros que antecedem a série, que mostram os acontecimentos na vida dos personagens antes do Arrebatamento:

### O Nascimento - o Anticristo está aqui
Mara Carpathia só tem um sonho: ser mãe. Quando uma vidente misteriosa promete o cumprimento de seu sonho, Mara não hesita. Mediante a engenharia genética e o poder do Príncipe das Trevas, Mara está prestes a tornar-se um vaso escolhido, que irá, sem saber, dar à luz ao maior mal que o mundo já conheceu.
Do outro lado do mundo, os planos de Deus também estão sendo realizados. O jovem Ray Steele toma a decisão de não gerir no futuro os negócios da família. Em vez disso, Ray está determinado em tornar-se piloto...
Em breve as vidas de Carpathia e Steele vão se cruzar. O bem e o mal entrarão em confronto numa explosão que abalará o mundo.
A Batalha eterna pelas almas chegou à Terra. O mundo segue em direção à contagem regressiva para o arrebatamento.

### O Regime: O avanço do Mal
Leon Fortunato, um autonomeado fazedor de reis, aceita o maior desafio de sua vida: acompanhar Carpathia durante seus anos de ascensão ao poder mundial.
O capitão Rayford Steele, da Pan-Con Airlines, fez uma trégua duvidosa com a esposa enquanto se preocupa com a ideia de já ter chegado ao topo da sua carreira. Porém, quando é chamado pela CIA e pelo Departamento de Defesa, sua estrela começa a brilhar novamente.

### O Rapto - Em um piscar de olhos
Parece que o tempo passa mais devagar a medida que o relógio avança. O capitão Rayford Steele da Pan-Continental Airlines se prepara para um voo para Londres com sua linda comissária de bordo, Hattie Durham. Por causa da nova fé de sua esposa, Rayford procura ir adiante em suas possibilidades com Hattie. O jornalista Cameron "Buck" Williams está em Israel quando os Russos atacam, e ele mesmo presencia um milagroso livramento da Terra Santa. Buck não pode negar a insistência da chefe do escritório de Chicago, Lucinda Washington, de que o evento foi profetizado na Bíblia, mas ele prefere não considerar isso como algo pessoal. Enquanto isso, Nicolae Carpathia elimina quaisquer obstáculos no seu caminho ao poder. Como nomeado novo presidente da Romênia, Nicolae é convidado para se pronunciar perante a ONU. Sem aviso, milhões de pessoas desaparecem e são recebidas na inexplicável presença de Deus. Na terra alguns percebem o que aconteceu: que haviam perdido, que foram deixadas para trás. Os dias sombrios se aproximam daqueles que ficaram.

## Sequel

### A Vitória final - O Reino chegou
Depois de 12 títulos lançados a série 'Deixados para Trás' finalmente chega ao fim. Nesta etapa final, os horrores da tribulação acabarão e Jesus Cristo consolidou o seu reinado na terra. Agora, a humanidade usufrui de um novo e perfeito mundo com o Senhor e a própria terra está transformada. Os que não desejam se sujeitar a Cristo serão devotos de Lúcifer e irão conspirar contra o reinado santo no fim do milênio com um exército massivo. Quando Satanás é liberto da prisão de mil anos, ele levanta seus seguidores para o último conflito entre o bem e o mal.

## Filmes
Foram produzidos/lançados três filmes da série:
- Left Behind - Produzido pela Cloudten Pictures/Namesake Entertainment e distribuído pela FlashStar. O DVD teve uma vendagem de 3 milhões de exemplares nos EUA. Em 2001 foi indicado para o Video Premiere Award nas seguintes categorias: Melhor Diretor, Melhor Cena de Ação, Efeitos Especiais.
- Left Behind II: Tribulation Force - Produzido pela Cloudten Pictures e distribuído pela FlashStar. Em 2003 foi indicado para o Premiere Award na categoria Melhor Cena de Ação, e para o Golden Reel Award na categoria Melhor Edição de Som.
- Left Behind: World at War - Produzido pela Cloudten Pictures/Sony Pictures e distribuído pela Columbia Pictures. No elenco estão Louis Gosset Jr., Kirk Cameron e Brad Johnson. Teve sua estreia em aproximadamente 3200 igrejas cadastradas nos Estados Unidos e Canadá para a exibição. Ao redor do mundo foram aproximadamente 200 igrejas em 20 países.

Descontente com a qualidade das produções realizadas pela Cloudten Pictures, o autor Tim LaHaye entrou com um processo na justiça americana para reaver os direitos causando a descontinuidade das produções.
Em 2014 foi lançado a refilmagem Left Behind dirigida por Vic Armstrong, roteiro escrito por Paul e John LaLonde Patus e estrelado por Nicolas Cage. 

## Série Teen
"Em um momento de pânico total, milhões de pessoas desaparecem ao redor do mundo. Aqueles que ficaram para trás encaram um futuro incerto. Entre eles estão quatro adolescentes que ficaram completamente sós."
Jerry B. Jenkins e Tim LaHaye apresentam o arrebatamento e a tribulação através dos olhos de quatro amigos adolescentes, Judd, Vicki, Lionel e Ryan.
Nos EUA foram publicados 40 livros da série, no Brasil a série conta com 16 livros.